# Tuvalu na Letnich Igrzyskach Olimpijskich 2016
Tuvalu na Letnich Igrzyskach Olimpijskich 2016 w Rio de Janeiro reprezentował 1 zawodnik. Był to trzeci start reprezentacji Tuvalu na letnich igrzyskach olimpijskich.

## Skład reprezentacji

### Lekkoatletyka
| Zawodnik        | Konkurencja            | Runda 1  | Runda 1 | Runda 2  | Runda 2 | Półfinał | Półfinał | Finał    | Finał   |
| Zawodnik        | Konkurencja            | Rezultat | Pozycja | Rezultat | Pozycja | Rezultat | Pozycja  | Rezultat | Pozycja |
| --------------- | ---------------------- | -------- | ------- | -------- | ------- | -------- | -------- | -------- | ------- |
| Etimoni Timuani | Bieg na 100 m mężczyzn | 11,81    | 21.     | NQ       | NQ      | NQ       | NQ       | NQ       | NQ      |